# Unión Tierra Tzotzil
Unión Tierra Tzotzil är en ort i Mexiko.   Den ligger i kommunen El Bosque och delstaten Chiapas, i den sydöstra delen av landet, 700 km öster om huvudstaden Mexico City. Unión Tierra Tzotzil ligger 1 399 meter över havet och antalet invånare är 127.
Terrängen runt Unión Tierra Tzotzil är bergig åt sydost, men åt nordväst är den kuperad. Terrängen runt Unión Tierra Tzotzil sluttar österut. Runt Unión Tierra Tzotzil är det ganska tätbefolkat, med 166 invånare per kvadratkilometer. Närmaste större samhälle är Simojovel de Allende, 15,8 km nordost om Unión Tierra Tzotzil. I omgivningarna runt Unión Tierra Tzotzil växer i huvudsak städsegrön lövskog.